# Aranyhasú kitta
Az aranyhasú kitta (Cissa hypoleuca) a madarak osztályának verébalakúak (Passeriformes) rendjébe, a varjúfélék (Corvidae) családjába tartozó faj.

## Rendszerezése
A fajt Tommaso Salvadori és Enrico Hillyer Giglioli írták le 1885-ben.

## Alfajai
- Cissa hypoleuca jini (Delacour, 1930) - Kína középső és déli része
- Cissa hypoleuca concolor (Delacour & Jabouille, 1928) - Vietnám északi része
- Cissa hypoleuca chauleti (Delacour, 1926) - Vietnám középső része
- Cissa hypoleuca hypoleuca (Salvadori & Giglioli, 1885) - Thaiföld délkeleti része, Kambodzsa, Laosz és Vietnám déli része
- Cissa hypoleuca katsumatae (Rothschild, 1903) - Hajnan [2]

## Előfordulása
Délkelet-Ázsiában, Kambodzsa, Kína, Laosz, Thaiföld és Vietnám területén honos. Természetes élőhelyei a szubtrópusi vagy trópusi síkvidéki és hegyi esőerdők. Állandó, nem vonuló faj.

## Megjelenése
Testhossza 35 centiméter.

## Természetvédelmi helyzete
Az elterjedési területe nagyon nagy, egyedszáma ugyan csökken, de még nem éri el a kritikus szintet. A Természetvédelmi Világszövetség Vörös listáján nem fenyegetett fajként szerepel.